# Heteroplema dependens
Heteroplema dependens är en fjärilsart som beskrevs av W. Warren 1902. Heteroplema dependens ingår i släktet Heteroplema och familjen Uraniidae. Inga underarter finns listade i Catalogue of Life.